# Корхонен, Пааво
Пааво Корхонен (фин. Paavo Korhonen; 1 апреля 1775, Рауталампи — 1 октября 1840, там же) — финский народный поэт.
Народ прозвал Корхонена «Вихта-Пааво» по названию озера Вихтаярви, на берегах которого он жил. Корхонен вёл жизнь охотника и распевал свои песни в кабаках Куопиоской и других губерний. Его стихотворения были собраны Элиасом Лённротом в сборнике «Paavo Korhonens 50 sånger och 6 visor», изданном в Гельсингфорсе в 1848 году и переизданном в 1908 году.